# إيما دوك
إيما دوك (بالإنجليزية: Emma Duck)‏ هي منافسة ألعاب القوى بريطانية، ولدت في 9 فبراير 1981.

## وصلات خارجية
- إيما دوك على موقع الاتحاد الدولي لألعاب القوى (الإنجليزية)